# Liverpool Rain (single)
Liverpool Rain is een single van de Nederlandse band Racoon. Het is afkomstig van hun album met dezelfde titel. Het lied gaat over een droeve rit over het Engelse platteland. Het matige succes van de single zorgt er toch voor dat het album na 57 weken de nummer 1-positie in de Album Top 100 behaalt.

## Hitnotering

### Nederlandse Top 40
Voordat het in de Top belandde stond het zeven weken in de tipparade.
| Positie: | 39 | 36 | uit |

### NederlandseDaverende 30
| Hitnotering: 12 mei tot en met 3 augustus 2012 | Hitnotering: 12 mei tot en met 3 augustus 2012 | Hitnotering: 12 mei tot en met 3 augustus 2012 | Hitnotering: 12 mei tot en met 3 augustus 2012 | Hitnotering: 12 mei tot en met 3 augustus 2012 | Hitnotering: 12 mei tot en met 3 augustus 2012 | Hitnotering: 12 mei tot en met 3 augustus 2012 | Hitnotering: 12 mei tot en met 3 augustus 2012 | Hitnotering: 12 mei tot en met 3 augustus 2012 | Hitnotering: 12 mei tot en met 3 augustus 2012 | Hitnotering: 12 mei tot en met 3 augustus 2012 | Hitnotering: 12 mei tot en met 3 augustus 2012 | Hitnotering: 12 mei tot en met 3 augustus 2012 | Hitnotering: 12 mei tot en met 3 augustus 2012 |
| Week:                                          | 1                                              | 2                                              | 3                                              | 4                                              | 5                                              | 6                                              | 7                                              | 8                                              | 9                                              | 10                                             | 11                                             | 12                                             |                                                |
| ---------------------------------------------- | ---------------------------------------------- | ---------------------------------------------- | ---------------------------------------------- | ---------------------------------------------- | ---------------------------------------------- | ---------------------------------------------- | ---------------------------------------------- | ---------------------------------------------- | ---------------------------------------------- | ---------------------------------------------- | ---------------------------------------------- | ---------------------------------------------- | ---------------------------------------------- |
| Positie:                                       | 95                                             | 80                                             | 75                                             | 65                                             | 59                                             | 66                                             | 56                                             | 67                                             | 72                                             | 74                                             | 68                                             | 90                                             | uit                                            |

### NPO Radio 2 Top 2000
| Nummer met noteringen in de NPO Radio 2 Top 2000 | '12 | '13 | '14 | '15 | '16 | '17 | '18 | '19 | '20 | '21  | '22  | '23  | '24  |
| ------------------------------------------------ | --- | --- | --- | --- | --- | --- | --- | --- | --- | ---- | ---- | ---- | ---- |
| Liverpool rain                                   | 209 | 281 | 252 | 365 | 481 | 667 | 780 | 779 | 904 | 1058 | 1027 | 1137 | 1052 |

1. ↑  Een vetgedrukt getal geeft de hoogste notering aan.
2. ↑  2012 was het eerste jaar met een notering voor dit nummer.